# Liste der Grade-I-Bauwerke in Berkshire
| Lage von Berkshire in England                                                                     |
| Distrikte von Berkshire                                                                           |
| 1. West Berkshire 2. Reading 3. Wokingham 4. Bracknell Forest 5. Windsor and Maidenhead 6. Slough |

Diese Liste der Grade-I-Bauwerke in Berkshire nennt die Grade-I-Listed Buildings in Berkshire nach Bezirken geordnet.
Von den rund 373.000 Listed Buildings in England sind rund 9000, also etwa 2,4 %, als Grade I eingestuft. Davon befinden sich etwa 86 in Berkshire.

## Bracknell Forest
1. Grotto in the Grounds of Ascot Place, to South of House at West End of Lake Winkfield, Bracknell Forest, SL5

## Reading
1. Abbey Gate, Reading, RG1
2. Church of St Laurence st Laurence’s Church and Churchyard, Reading, RG1
3. Church of St Mary, Reading, RG1
4. Greyfriars Church, Reading, RG1
5. Large Barn to South East of Chazey Farmhouse, Reading, RG4
6. Reading Abbey Ruins, Reading, RG1

## Slough
1. Baylis House Including Forecourt Walls and Pavilions Adjoining to North East, Slough, SL1
2. I Church of St Laurence, Slough, SL3
3. I Church of St Mary, Slough, SL3
4. I Former Service Block Adjoining Baylis House to North East, Slough, SL1
5. I Godolphin Court Approximately 40 Metres to North of Baylis House (Q.v.), Slough, SL1

## West Berkshire
1. Basildon Park, Basildon, West Berkshire, RG8
2. Bere Court and Bere House, Pangbourne, West Berkshire, RG8
3. Church of All Saints, Farnborough, West Berkshire, OX12
4. Church of St Andrew, Chaddleworth, West Berkshire, RG20
5. Church of St Bartholemew, Basildon, West Berkshire, RG8
6. Church of St Clement, Ashampstead, West Berkshire, RG8
7. Church of St Denys, Stanford Dingley, West Berkshire, RG7
8. Church of St John the Baptist, Padworth, West Berkshire, RG7
9. Church of St Laurence, Tidmarsh, West Berkshire, RG8
10. Church of St Margaret, Catmore, West Berkshire, RG20
11. Church of St Mark, Englefield, West Berkshire, RG7
12. Church of St Mark and St Luke, Kintbury, West Berkshire, RG17
13. Church of St Mary, Aldermaston, West Berkshire, RG7
14. Church of St Mary, Aldworth, West Berkshire, RG8
15. Church of St Mary, Bucklebury, West Berkshire, RG7
16. Church of St Mary, East Ilsley, West Berkshire, RG20
17. Church of St Mary, Hampstead Norreys, West Berkshire, RG18
18. Church of St Mary, Sulhamstead, West Berkshire, RG7
19. Church of St Michael and All Angels, Lambourn, West Berkshire, RG17
20. Church of St Nicholas, Beedon, West Berkshire, RG20
21. Church of St Nicholas, Wasing, West Berkshire, RG7
22. Church of St Peter and St Paul, Yattendon, West Berkshire, RG18
23. Church of St Swithin, Combe, West Berkshire, RG17
24. Church of the Holy Trinity, Theale, West Berkshire, RG7
25. Donnington Castle, Shaw cum Donnington, West Berkshire, RG14
26. Folly Farmhouse and Entrance Court to East, Sulhamstead, West Berkshire, RG7
27. Gate Piers and Gates at Benham Park, West Lodge, Speen, West Berkshire, RG20
28. Museum, Newbury, West Berkshire, RG14
29. Pair of Gate Piers 103 Metres South of East End of Church, Hampstead Marshall, West Berkshire, RG20
30. Pair of Gate Piers 204 Metres East of Entrance to Home Farm, Hampstead Marshall, West Berkshire, RG20
31. Pair of Gate Piers 210 Metres Due South of Church Tower, Hampstead Marshall, West Berkshire, RG20
32. Pair of Gate Piers 30 Metres South of East End of Church, Hampstead Marshall, West Berkshire, RG20
33. Parish Church of St Michael, Enborne, West Berkshire, RG20
34. Parish Church of St Nicholas, Newbury, West Berkshire, RG14
35. Sandleford Priory, Greenham, West Berkshire, RG20
36. Shaw House School, Shaw cum Donnington, West Berkshire, RG14
37. The Old Bluecoat School, Thatcham, West Berkshire, RG18
38. The Old Church, Great Shefford, West Berkshire, RG17
39. Three Pairs of Gate Piers and Walls Around Gardens and Terrace at Home Farm, Hampstead Marshall, West Berkshire, RG20
40. Ufton Court, Ufton Nervet, West Berkshire, RG7
41. Welford Park and Walls to East and West, Welford, West Berkshire, RG20
42. West Woodhay House, West Woodhay, West Berkshire, RG20

## Windsor and Maidenhead
1. Barn at Ockwells Manor, Cox Green, Windsor and Maidenhead, SL6
2. Bisham Abbey, Bisham, Windsor and Maidenhead, SL7
3. Church of All Saints, Windsor and Maidenhead, SL6
4. Church of St John the Baptist, Shottesbrooke, Windsor and Maidenhead, SL6
5. Church of St Michael, Horton, Windsor and Maidenhead, SL3
6. Dovecote Approximately 68 Metres South West of Bisham Abbey Bisham, Windsor and Maidenhead, SL7
7. Dovecote at Ockwells Manor, Cox Green, Windsor and Maidenhead, SL6
8. Dovecote in the Grounds of the Tithe Barn, About 9 Metres South of the House Hurley, Windsor and Maidenhead, SL6
9. Eton College, Eton, Windsor and Maidenhead, SL4
10. Frogmore House, Windsor and Maidenhead, SL4
11. Hall Place, Hurley, Windsor and Maidenhead, SL6
12. Jesus Hospital, Including Chaplain’s House, the Almshouses and the Chapel, Bray, Windsor and Maidenhead, SL6
13. Maidenhead Railway Bridge (MLN12327), Windsor and Maidenhead, SL6
14. Marlow Bridge, Bisham, Windsor and Maidenhead, SL7
15. Mausoleum of the Duchess of Kent, Windsor and Maidenhead, SL4
16. Monkey Island Hotel, Bray, Windsor and Maidenhead, SL6
17. Ockwells Manor and Wall Attached on the South East, Cox Green, Windsor and Maidenhead, SL6
18. Stables and Gatehouse at Ockwells Manor, Cox Green, Windsor and Maidenhead, SL6
19. Statue of George III, Old Windsor, Windsor and Maidenhead, SL4
20. The Royal Mausoleum, Windsor and Maidenhead, SL4
21. The Temple, Bray, Windsor and Maidenhead, SL6
22. The Town Hall, Windsor and Maidenhead, SL4
23. Windsor Castle Including All the Buildings Within the Walls, Windsor and Maidenhead, SL4

## Wokingham
1. Church of All Saints, Swallowfield, Wokingham, RG7
2. Church of St James, Finchampstead, Wokingham, RG40
3. Church of St James, Ruscombe, Wokingham, RG10
4. Church of St Mary the Virgin, Shinfield, Wokingham, RG2
5. Church of St Nicholas, St. Nicholas, Hurst, Wokingham, RG10
6. Farley Hall, Swallowfield, Wokingham, RG7
7. Henley Bridge, Remenham, Wokingham, RG9
8. Henry Lucas Hospital and Attached Water Pumps, Wokingham, Wokingham, RG40
9. The Deanery, Sonning, Wokingham, RG4